# Geotermobarometria
Geotermobarometria és la ciència de mesurar la pressió i la temperatura prèvia d'una roca metamòrfica o roques intrusives ígnies. La geotermobarometría és una combinació de "geobarometria", on es resol una pressió de formació de minerals, i la "geotermetría" on es resol una temperatura de formació.

## Metodologia
La Geotermobarometria es basa en comprendre la temperatura i la pressió de la formació de minerals en roques metamòrfiques i ígnies i és especialment útil en roques metamòrfiques. Hi ha diversos mètodes per mesurar la temperatura o la pressió de la formació de minerals basant-se en l'equilibri químic entre els minerals metamòrfics o la mesura de la composició química dels minerals individuals.
La termobarometria es basa en el fet que els parells/assemblatges minerals varien les seves composicions en funció de la temperatura i la pressió. Hi ha molts factors addicionals a tenir en compte, com l'oxigen fugacitat i l'activitat de l'aigua (aproximadament, el mateix que la concentració). La distribució d'elements de components entre els conjunts de minerals s'analitza utilitzant una microsonda d'electrons o un microscopi electrònic d'escombratge (SEM).
Les dades dels geotermòmetres i els geobaròmetres es deriven tant dels estudis de laboratori sobre els conjunts minerals artificials, on els minerals es cultiven a temperatures i pressions conegudes i l'equilibri químic que es mesura directament, i del calibratge mitjançant sistemes naturals.
Per exemple, un dels geotermòmetres més coneguts i aplicables és la relació granat-biotita, on les proporcions relatives de Fe i Mg en granat i biotita canvien amb una temperatura creixent, de manera que es mesuren les composicions d'aquests minerals per donar el Fe-Mg. La distribució entre ells permet calcular la temperatura de cristal·lització, tenint en compte algunes hipòtesis

### Hipòtesis
En els sistemes naturals, les reaccions químiques es produeixen en sistemes oberts amb històries geològiques i químiques desconegudes, i l'aplicació de geotermobaròmetres es basa en diversos supòsits que s'han de mantenir perquè les dades de laboratori i les composicions naturals es relacionin de forma vàlida:
- Que està present l'assemblatge mineralogical complet requerit per al termobaròmetre. Si no tots els minerals de la reacció estan presents, o no es van equilibrar entre ells de forma simultània, llavors qualsevol pressió i temperatura calculades per a la reacció ideal es desviaran dels experimentats per la roca.
- Que l'equilibri químic es va aconseguir de manera satisfactòria. Això podria ser impossible de demostrar definitivament, si els minerals de l'assemblatge termobaròmetre no es veuen tots en contacte entre si.
- Que qualsevol mineral en un baròmetre o termòmetre de dos minerals va créixer en equilibri, que se suposa quan es considera que els minerals estan en contacte.
- Que l'assemblatge mineral no ha estat alterat pel metamorfisme retrògrad, que es pot avaluar mitjançant un microscopi òptic en la majoria dels casos.
- Que hi ha certs assemblatges mineralògics presents. Sense aquests, la precisió d'una lectura pot ser alterada d'un ideal, i pot haver-hi més error inherent a la mesura.

## Tècniques
Algunes tècniques inclouen:

### Geotermòmetres
- Contingut de saturació de titani de la mica biotita.[1]
- Bescanvi Fe-Mg entre granat-biotita i granat-amfíbol.
- Distemàtica Mg-Fe en pigeonites i augites[2]
- Contingut de zirconi del rutil, efectiu per altes temperatures que el termòmetre Ti-en-biotita.[3]
- Ti en temperatura de cristal·lització

### Geobaròmetres
- GASP; un acrònim per granat-(Al₂SiO₅)-silice(quars)-plagioclasa
- GPMB; un acrònim per granat-plagioclasa-muscovita-biotita
- Granat-Plagioclasa-Hornblenda-Quars.[4][5]
- Hornblenda[6][7][8]